# Diócesis de Selsey
La diócesis de Selsey o de Selsea (en latín: Dioecesis Saelesiensis y en inglés: Diocese of Selsea) fue una circunscripción eclesiástica de la Iglesia católica en el Reino Unido. Se trataba de una diócesis latina, sufragánea de la arquidiócesis de Canterbury. Fue suprimida en 1075/1085 y restaurada como diócesis titular en 1969 con el nombre de Selsey o Selsea. Desde el 6 de abril de 1993 su arzobispo titular a título personal es André Pierre Louis Dupuy.

## Territorio y organización

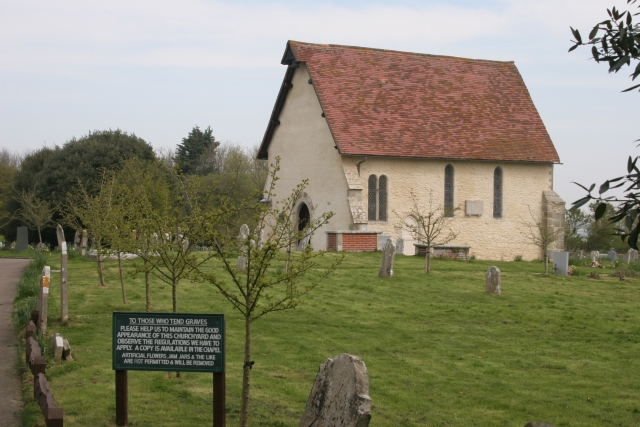
St Wilfrid's Chapel, en Church Norton, ocupa el posible sitio de la Catedral de San Pedro

La diócesis extendía su jurisdicción sobre los fieles católicos de rito latino residentes en parte del Reino de Sussex en Inglaterra.
La sede de la diócesis se encontraba en la ciudad de Selsey, en la abadía de San Pedro, cuyo sitio no está identificado, pero se supone que era en el lugar en donde el en siglo XIII se construyó la capilla de San Wilfredo, en Church Norton, que desde la Reforma anglicana perteneció a la Iglesia de Inglaterra hasta su desactivación en 1990.

## Historia
La obra de evangelización en el Reino de Sussex fue más tardía que en el resto de los reinos anglosajones. Fue iniciada alrededor de 680 por el obispo Wilfredo, quien se había refugiado en el sur de Inglaterra después de ser depuesto de su sede de York; fundó un monasterio en Selsey en donde estableció la diócesis de Selsey y una catedral dedicada a san Pedro; viajó por todo el reino para proclamar la fe cristiana y administrar el bautismo, y organizó el clero diocesano.
En 685, Cædwalla, rey de Wessex, invadió y ocupó Sussex y lo anexó a su reino; la diócesis también fue abolida y unida a la de Dorchester. Cuando Sussex obtuvo la independencia en 709, la diócesis de Selsey también fue restablecida con el obispo Eadbeorht.
Tras la llegada de Guillermo el Conquistador, la sede episcopal se trasladó de Selsey a Chichester, según lo establecido por el Concilio de Londres en 1075, que había decidido trasladar las sedes episcopales de los pequeños centros rurales a las grandes e importantes ciudades del reino, mejor controladas por los señores normandos. El traslado de la sede episcopal a Chichester tuvo lugar en un momento no especificado entre 1075 y 1085, durante el episcopado del obispo Stigand, pasando a ser la diócesis de Chichester. Algunas fuentes afirman que Stigand continuó usando el título de obispo de Selsey hasta 1082, antes de adoptar el nuevo título de obispo de Chichester, lo que indica que el traslado tardó varios años en completarse y que las obras de la nueva catedral no comenzaron hasta la década de 1090. 

### Diócesis titular
Desde 1969 Selsey figura entre las sedes episcopales titulares de la Iglesia católica como diócesis de Selsey o de Selsea. Desde el 6 de abril de 1993 su arzobispo titular a título personal es André Pierre Louis Dupuy, nuncio apostólico emérito en los Países Bajos.

## Episcopologio
- San Wilfredo † (681-685 renunció)
- Eadberht † (circa 709-?)
- Eolla †

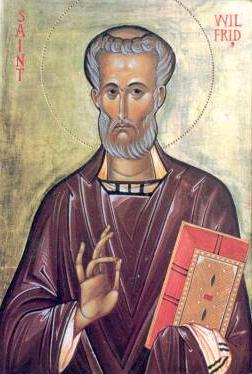
San Wilfredo de York, primer obispo y fundador de la diócesis de Selsey

- Sigeferth † (733 consagrado-después de 746)
- Aluberht † (circa 747/765-?)
- Oswald (Osa o Bosa) †
- Gislhere †
- Tota †
- Wihthun †
- Aethelwulf † (circa 805/811-?)
- Coenred † (circa 816/824-?)
- Elmham †
- Nothbert † (circa 693-706)
- Heatholac † (circa 706-731)
- ...[nota 3]
- Beornheah I (Bernechus) † (909 consagrado-?)
- Cuthheard † (?-915 falleció)
- Tilred † (915-?)
- Beornheah II (Beornege) †
- Aelfred † (960-970 falleció)
- Eadhelm † (circa 970-?)
- Aethelgar † (2 de mayo de 980 consagrado-988 nombrado arzobispo de Canterbury)
- Ordbriht † (989-?)
- Aelfmaer † (1009-1019 falleció)
- Aethelric I † (1019/1032-5 de noviembre de 1038 falleció)
- Grimcytel † (1039-1047 falleció)
- Heca † (1047-1057 falleció)
- Æthelric II † (1058-24 de mayo de 1070 depuesto)
- Stigand † (24 de mayo de 1070-1075/1085 traslada la sede a Chichester)

### Obispos titulares
- Edward Joseph Hunkeler † (4 de septiembre de 1969-1 de octubre de 1970 falleció)
- Walter Francis Sullivan † (15 de octubre de 1970-4 de junio de 1974 nombrado obispo de Richmond)
- Nicolas Huỳnh Văn Nghi † (1 de julio de 1974-6 de diciembre de 1979 nombrado obispo de Phan Thiết)
- Gabriel Villaruz Reyes (20 de enero de 1981-21 de noviembre de 1992 nombrado obispo de Kalibo)
- André Pierre Louis Dupuy, desde el 6 de abril de 1993